# Sphenorhina distans
Sphenorhina distans är en insektsart som beskrevs av Nast 1949. Sphenorhina distans ingår i släktet Sphenorhina och familjen spottstritar. Inga underarter finns listade i Catalogue of Life.